# 2014年ソチオリンピックのスロバキア選手団
2014年ソチオリンピックのスロバキア選手団（2014ねんソチオリンピックのスロバキアせんしゅだん）は、2014年2月7日から23日までロシアのソチで開催されたソチオリンピックスロバキア選手団の名簿。

## 選手団
- 人員: 選手 63人
- 開会式旗手: ズデノ・ハーラ

## メダル獲得者
| メダル   | 名前                   | 競技         | 種目                | 日付（現地） |
| -------- | ---------------------- | ------------ | ------------------- | ------------ |
| 金メダル | アナスタシア・クズミナ | バイアスロン | 女子7.5kmスプリント | 2/9          |

## アルペンスキー
- マルティン・ベンディク

男子複合 (途中棄権)
男子滑降 (45位、2:15.39)
男子スーパー大回転 (43位、1:23.06)
- マテイ・ファラト

男子回転 (途中棄権)
男子スーパー大回転 (42位、1:22.81)
- アダム・ザンパ

男子複合 (5位、2:46.34)
男子大回転 (22位、2:48.41)
男子回転 (6位、1:43.28)
男子スーパー大回転 (28位、1:20.95)
- アンドレアス・ザンパ

男子大回転 (32位、2:51.62)
男子回転 (途中棄権)
- ヤナ・ガントネロヴァー

女子複合 (途中棄権)
女子回転 (途中棄権)
- バルバラ・カントロヴァー

女子大回転 (38位、2:47.81)
女子回転 (途中棄権)
女子スーパー大回転 (22位、1:28.91)
- バルボラ・ルカーチョヴァー

女子大回転 (45位、2:50.66)
女子回転 (途中棄権)
- クリスティーナ・サアロヴァー

女子滑降 (31位、1:45.98)
女子複合 (途中棄権)
女子大回転 (途中棄権)
女子スーパー大回転 (途中棄権)
- ペトラ・ヴルホヴァー

女子大回転 (24位、2:41.69)
女子回転 (19位、1:50.16)

## バイアスロン
- トマーシュ・ハスィラ

男子20km個人 (43位、54:16.9)
男子10kmスプリント (65位、27:05.4)
- パボル・フーライト

男子20km個人 (28位、52:53.3)
男子10kmスプリント (52位、26:45.8)
男子12.5kmパシュート (52位、39:14.3)
- マテイ・カザール

男子20km個人 (19位、51:56.9)
男子10kmスプリント (37位、26:04.8)
男子12.5kmパシュート (23位、35:38.4)
- ミロスラフ・マチアシュコ

男子20km個人 (58位、55:58.7)
- マルティン・オッチェナーシュ

男子10kmスプリント (68位、27:07.8)
- マルティナ・フラパーノヴァー

女子7.5kmスプリント (62位、23:48.3)
女子15km個人 (59位、52:00.5)
- パウリーナ・フィアルコヴァー

女子7.5kmスプリント (72位、24:27.1)
- ヤナ・ゲルコヴァー

女子7.5kmスプリント (43位、22:58.0)
女子10kmパシュート (35位、32:57.7)
女子15km個人 (50位、50:20.8)
- アナスタシア・クズミナ

女子7.5kmスプリント (1位、21:06.8)  金メダル
女子10kmパシュート (6位、30:29.1)
女子12.5km個人 (27位、38:50.3)
女子15km個人 (27位、48:14.1)
- テレーズィア・ポリアコヴァー

女子15km個人 (66位、53:19.8)
- 男子30kmリレー (12位、1:15:23.8)

パボル・フーライト、トマーシュ・ハスィラ、ミロスラフ・マチアシュコ、マテイ・カザール
- 女子24kmリレー (14位、周回遅れ)

ヤナ・ゲルコヴァー、パウリーナ・フィアルコヴァー、テレーズィア・ポリアコヴァー、マルティナ・フラパーノヴァー
- 混合リレー (6位、1:11:04.7)

ヤナ・ゲルコヴァー、アナスタシア・クズミナ、パボル・フーライト、マテイ・カザール

## ボブスレー
- ミラン・ヤグネシャーク、ペトル・ナロヴェッチ、ルカーシュ・コジエンカ、ユライ・モクラーシュ

男子4人乗り (25位、2:49.44)

## クロスカントリースキー
- マルティン・バイチチャク

男子15kmクラシカル (23位、40:28.0)
男子スキーアスロン (31位、1:11:00.1)
男子50kmフリー (14位、1:47:34.4)
- ペテル・ムリナル

男子15kmクラシカル (53位、42:50.3)
男子スプリント (予選敗退、66位、3:51.76)
- ダニエラ・コツチョヴァー

女子10kmクラシカル
女子スプリント (予選敗退、55位、2:49.81)
- アレナ・プロカズコヴァー

女子10kmクラシカル (50位、32:08.4)
女子スプリント (予選敗退、39位、2:41.95)
- ペテル・ムリナル、マルティン・バイチチャク

男子団体スプリント (準決勝敗退、9着、24:58.06)
- アレナ・プロカズコヴァー、ダニエラ・コツチョヴァー

女子団体スプリント (準決勝敗退、7着、18:51.94)

## フィギュアスケート
- ニコル・ライチョヴァー

女子個人 (24位、125.00)

## フリースタイルスキー
- ナターリア・シュレプツカー

女子スロープスタイル (予選敗退、18位、34.60)
- ズザナ・ストロムコヴァー

女子スロープスタイル (予選敗退、20位、24.40)

## アイスホッケー
- 男子 (準々決勝進出決定戦敗退)

ペトロ・ブダイ
ヤロスラフ・ハラク
ヤーン・ラツォ
イワン・バランカ
ズデノ・ハーラ
ミラン・ユルチナ
マルティン・マリンチン
アンドレイ・マザロス
アンドレイ・セケラ
レネー・ヴィダレニー
ミラン・バルトヴィチ
マイカル・ハンズース
マルセル・ホッサ
マリアーン・ホッサ
トマーシュ・ユルチョ
トマーシュ・コベツキー
トマーシュ・マルツィンコ
ミヘル・ミクリーク
ペテル・オルヴェツキー
リハルド・パーニク
トマーシュ・スロヴィー
トマーシュ・タタル
トマーシュ・サーボルスキー
トマーシュ・スタロスタ
ブランコ・ラジボジェビッチ

## リュージュ
- ヨゼフ・ニニス

男子1人乗り (20位、3:31.131)
- ヨゼフ・ペトルラーク、マリアーン・ゼマニーク

男子2人乗り (12位、1:40.957)
- マレク・ソルチャンスキー、カロル・ストゥフラク

男子2人乗り (16位、1:42.385)
- ヴィエラ・グブーロヴァー

女子1人乗り (25位、3:26.697)
- 団体 (10位、2:50.165)

## ショートトラックスピードスケート
- タチアナ・ボドヴァー

女子1500m (予選敗退、5着、2:31.788)